# Lenguas záparo-yaguanas
Las lenguas záparo-yaguanas (o también sáparo-yawanas o záparo-peba) es una de familia lingüística propuesta que une dos pequeñas familias de lenguas del oeste de la Amazonia. Fue propuesta por primera vez por Swadesh (1954), y continuada por Payne (1984) y Kaufman (1994).

## Relación con otras lenguas
También existen cuatro lenguas aisladas y lenguas no clasificadas que han sido vinculadas indirectamente con las lenguas záparo-yaguanas, y por conveniencia se incluyen aquí. Tovar (1984) propuso una conexión entre las lenguas zaparoanas y el taushiro (no clasificado); Stark (1985) y Gordon (2005) ven una conexión con la extinta lengua omurana. El extinto awishiri y el aislado candoshi presentan similitudes léxicas con el taushiro, omurano y entre sí; sin embargo, estas cuatro lenguas también muestran similitudes léxicas con las lenguas zaparoanas, jivaroanas y arawak. Estas seis lenguas y familias en la tabla a la derecha no han sido vinculadas de manera coherente. Dado que el candoshi está bien documentado, esto es algo que podría resolverse relativamente pronto.

### Clasificación interna
Esto forma parte de la propuesta de macrofamilia andina de Kaufman:
- záparo-Yaguano (Kaufman 2007)
  - Sáparo (Zaparoano)
  - Yawan
    - Peva-Yawan (Peba-Yaguan)
    - Sabela (Huaorani)
    - Taushiro, casi extinto[2][3]
    - Omurano